# Szwajcaria na Zimowych Igrzyskach Olimpijskich 1928
Szwajcarię na Zimowych Igrzyskach Olimpijskich 1928 reprezentowało 30 zawodników (sami mężczyźni). Był to pierwszy start reprezentacji Szwajcarii na zimowych igrzyskach olimpijskich.

## Zdobyte medale
| Medal | Zawodnik | Dyscyplina      | Konkurencja      | Rezultat |
| ----- | --- | --------------- | ---------------- | -------- |
| Brąz  | Giannin Adreossi, Mezzi Andreossi, Robert Breiter, Louis Dufour, Charles Fasel, Albert Geromini, Fritz Kraatz, Arnold Martignoni, Heini Meng, Anton Morosani, Luzius Rüedi, Bibi Torriani | Hokej na lodzie | turniej mężczyzn |          |

## SKład kadry

### Biegi narciarskie
Mężczyźni
| Konkurencja   | Zawodnik         | czas               | Pozycja            |
| ------------- | ---------------- | ------------------ | ------------------ |
| Bieg na 18 km | Walter Bussmann  | 1:49:46,0          | 15.                |
| Bieg na 18 km | Otto Furrer      | 1:57:05,0          | 21.                |
| Bieg na 18 km | Florian Zogg     | 1:58:52,0          | 24.                |
| Bieg na 18 km | Alfons Julen     | Nie ukończył biegu | Nie ukończył biegu |
| Bieg na 50 km | Walter Bussmann  | 5:38:49,0          | 15.                |
| Bieg na 50 km | Robert Wampfler  | 5:42:40,0          | 17.                |
| Bieg na 50 km | Carlo Gourlaouen | 5:55:09,0          | 22.                |
| Bieg na 50 km | Hans Zeier       | Nie ukończył biegu | Nie ukończył biegu |

### Bobsleje
Mężczyźni
| Osada | Zawodnik                                                                | Konkurencja | Ślizg 1 | Ślizg 2 | Łącznie | Pozycja |
| ----- | ----------------------------------------------------------------------- | ----------- | ------- | ------- | ------- | ------- |
| SUI-1 | Charles Stoffel René Fonjallaz Henry Höhnes Emil Coppetti Louis Koch    | Piątki      | 1:43,1  | 1:42,6  | 3:25,7  | 8.      |
| SUI-2 | André Mollien John Schneiter René Ansermoz Jean Mollien William Pichard | Piątki      | 1:41,7  | 1:48,2  | 3:29,9  | 13.     |

### Hokej na lodzie
Reprezentacja mężczyzn
| - Giannin Adreossi - Mezzi Andreossi - Robert Breiter - Louis Dufour - Charles Fasel - Albert Geromini |  | - Fritz Kraatz - Arnold Martignoni - Heini Meng - Anton Morosani - Luzius Rüedi - Bibi Torriani |

Reprezentacja Szwajcarii brała udział w rozgrywkach grupy C turnieju olimpijskiego zajmując w niej pierwsze miejsce i awansując do rundy finałowej.
Do wyników rundy finałowej zaliczano wyniki z rundy eliminacyjnej pomiędzy drużynami, które awansowały do rundy finałowej. Ostatecznie reprezentacja Szwajcarii zdobyła brązowy medal.

#### Runda pierwsza
Grupa C
| Drużyna    | M | Mecze | Mecze | Mecze | Bramki | Bramki | Bramki | Pkt |
| Drużyna    | M | W     | R     | P     | +      | -      | +/-    | Pkt |
| ---------- | - | ----- | ----- | ----- | ------ | ------ | ------ | --- |
| Szwajcaria | 2 | 1     | 1     | 0     | 5      | 4      | -1     | 3   |
| Austria    | 2 | 0     | 2     | 0     | 4      | 4      | 0      | 2   |
| Niemcy     | 2 | 0     | 1     | 1     | 0      | 1      | -1     | 1   |

Wyniki
| 11 lutego 1928 | Szwajcaria | 4:4 | Austria |  |

|  |  | (2:4, 1:0, 1:0) |  | Sędzia główny: Loicq |

| 16 lutego 1928 | Szwajcaria | 1:0 | Niemcy |  |

|  |  | (1:0, 0:0, 0:0) |  | Sędzia główny: Porter |

#### Runda finałowa
| Drużyna         | M | Mecze | Mecze | Mecze | Bramki | Bramki | Bramki | Pkt |
| Drużyna         | M | W     | R     | P     | +      | -      | +/-    | Pkt |
| --------------- | - | ----- | ----- | ----- | ------ | ------ | ------ | --- |
| Kanada          | 3 | 3     | 0     | 0     | 38     | 0      | +38    | 6   |
| Szwecja         | 3 | 2     | 0     | 1     | 7      | 12     | -5     | 4   |
| Szwajcaria      | 3 | 1     | 0     | 2     | 4      | 17     | -13    | 2   |
| Wielka Brytania | 3 | 0     | 0     | 3     | 1      | 21     | -20    | 0   |

Wyniki
| 17 lutego 1928 | Szwajcaria | 4:0 | Wielka Brytania |  |

|  |  | (0:0, 2:0, 2:0) |  | Sędzia główny: Platon |

| 18 lutego 1928 | Szwecja | 4:0 | Szwajcaria |  |

|  |  | (1:0, 0:0, 3:0) |  | Sędzia główny: Poplimont |

| 19 lutego 1928 | Kanada | 13:0 | Szwajcaria |  |

|  |  | (2:0, 6:0, 5:0) |  | Sędzia główny: Loicq |

### Kombinacja norweska
Mężczyźni
| Zawodnik       | Konkurencja   | Bieg narciarski | Bieg narciarski | Bieg narciarski | Skoki narciarskie | Skoki narciarskie | Skoki narciarskie | Skoki narciarskie | Łącznie | Pozycja |
| Zawodnik       | Konkurencja   | Czas biegu      | Pozycja         | Punkty          | Skok 1            | Skok 2            | Punkty            | Pozycja           | Łącznie | Pozycja |
| -------------- | ------------- | --------------- | --------------- | --------------- | ----------------- | ----------------- | ----------------- | ----------------- | ------- | ------- |
| Adolf Rubi     | Indywidualnie | 1:56:40         | 14.             | 10,250          | 46,5              | 54,0              | 15,000            | 12.               | 12,625  | 11.     |
| Stefan Lauener | Indywidualnie | 2:00:57,0       | 16.             | 8,125           | 50,5              | 59,0              | 16,542            | 4.                | 12,333  | 13.     |
| David Zogg     | Indywidualnie | 1:55:56,0       | 13.             | 10,625          | 47,0              | 47,0              | 13,187            | 17.               | 11,906  | 16.     |
| Hans Eidenbenz | Indywidualnie | 2:05:26,0       | 20.             | 5,875           | 47,5              | 51,5              | 15,227            | 9.                | 10,551  | 19.     |

### Łyżwiarstwo figurowe
| Zawodnik                   | Konkurencja   | Nota    | Pozycja |
| -------------------------- | ------------- | ------- | ------- |
| Elvira Barbey              | Solistki      | 1648,75 | 19.     |
| Elvira Barbey Louis Barbey | Pary sportowe | 64,75   | 11.     |

### Skeleton
Mężczyźni
| Zawodnik         | Ślizg 1 | Ślizg 2                  | Ślizg 3                  | Czas Łączny              | Pozycja                  |
| ---------------- | ------- | ------------------------ | ------------------------ | ------------------------ | ------------------------ |
| Alexander Berner | 1:03,4  | 1:03,4                   | 1:02,0                   | 3:08,8                   | 5.                       |
| Willy von Eschen | 1:04,8  | Nie ukończył konkurencji | Nie ukończył konkurencji | Nie ukończył konkurencji | Nie ukończył konkurencji |

### Skoki narciarskie
Mężczyźni
| Zawodnik           | Skok 1 | Skok 2        | Nota   | Pozycja |
| ------------------ | ------ | ------------- | ------ | ------- |
| Sepp Mühlbauer     | 52,0   | 58,0          | 16,541 | 7.      |
| Ernst Feuz         | 52,5   | 58,5          | 16,458 | 8.      |
| Gérard Vuilleumier | 57,5   | 62,0 (upadek) | 12,020 | 30.     |
| Bruno Trojani      | 48,5   | 63,0 (upadek) | 10,782 | 32.     |